# Fritz von Loßberg
Friedrich Karl von Loßberg (Bad Homburg vor der Höhe, 30 aprile 1868 – Lubecca, 4 maggio 1942) è stato un generale tedesco, che prestò servizio durante la prima guerra mondiale. Valente stratega, fu Capo di stato maggiore di alcune armate e partecipò, tra le altre, alla battaglia della Somme, di Arras e di Verdun.

## Biografia
Nacque a Bad Homburg vor der Höhe figlio di Viktor, ufficiale di carriera, e di Melly Toussaint (1836-1926), all'interno di un'antica famiglia della Turingia che aveva prodotto un certo numero di ufficiali di alto rango.  Dopo aver frequentato la Preußische Hauptkadettenanstalt, il 3 gennaio 1888 entrò in servizio presso il 2º Reggimento delle Guardie a piedi dell'esercito prussiano di stanza a Berlino in qualità di Fahnenjunker. Lì ricevette la promozione a sottotenente il 17 settembre 1888 e a primo tenente il 16 giugno 1894. Nello stesso anno, il 1º ottobre, fu inviato alla Kriegsakademie per ricevere un ulteriore addestramento e poi allo Stato maggiore il 1º aprile 1898. Divenuto capitano il 22 marzo 1900, fu assegnato per la prima volta allo Stato maggiore del XIV Armeekorps il 5 luglio di quello stesso anno. Il 1º marzo 1903 fu nominato comandante di compagnia presso il 6. Badischen Infanterie-Regiment "Kaiser Friedrich III". Nell'aprile 1905 fu nuovamente assegnato al servizio di stato maggiore presso la 19 ª Divisione. Il 27 gennaio 1907 fu promosso maggiore e come tale, nel mese di ottobre, tornò alla Kriegsakademie in qualità di insegnante di tattica, rimanendovi sino al 1910. In quell'anno riprese servizio presso lo stato maggiore del XIV Armeekorps, passando in servizio come comandante di battaglione, dal 1º ottobre 1912, presso il Infanterie-Regiment "Großherzog von Sachsen" (5. Thüringisches) Nr. 94. Promosso tenente colonnello il 16 gennaio 1913, il 1º ottobre di quell'anno divenne Capo di stato maggiore del XIII Armekorps di stanza a Stoccarda. Quando scoppiò la prima guerra mondiale il XIII Armeekorps si trovava schierato nell'area di radunata di Diedenhofen, e prese parte alla battaglia di Longwy (25 agosto 1914). Rimase in servizio di stato maggiore durante tutto il corso della guerra, ricoprendo varie posizioni al suo interno.
Il 24 gennaio 1915, fu trasferito allo Oberste Heeresleitung come vice capo del dipartimento delle operazioni, e fu promosso colonnello il 24 luglio successivo. 
Quando il 25 settembre 1915, dopo un intenso bombardamento d'artiglieria durato 72 ore, l'esercito francese sferrò un attacco a sorpresa in forze nel settore della Champagne, il capo di stato maggiore della 3. Armee, generale Maximilian von Höhn, perse letteralmente la testa riferendo all'OHL che i francesi avevano sfondato il fronte con enormi guadagni territoriali e richiese il permesso di effettuare un ripiegamento generale in quel settore per la profondità di due chilometri. In quello stesso giorno egli accompagnava il generale Erich von Falkenhayn a un incontro con il Kaiser Guglielmo II, e una volta arrivato illustrò al sovrano, con lucidità e competenza, la situazione che si era generata in quel particolare settore del fronte, impressionando il re che chiese espressamente a Falkenhayn di nominarlo seduta stante Capo di stato maggiore della 3. Armee, che aveva il suo Quartier generale a Vouziers. Inoltre Guglielmo II volle che gli fosse assegnato un Vollnacht, una particolare forma di comando dell'esercito tedesco con cui il suo possessore assumeva de facto il comando dell'unità indipendentemente dal suo grado militare regolare. Durante il viaggio di trasferimento da Charleville-Mézières a Vouziers egli elaborò un proprio piano difensivo che verteva su una difesa flessibile e in poco tempo fermò l'avanzata francese, sferrando anche alcuni contrattacchi che consolidarono la linea del fronte a favore dei tedeschi. L'uso di questa difesa flessibile lo portò poi ad essere inviato nei punti caldi del fronte occidentale con il progredire della guerra.
Il 3 luglio 1916, dopo l'inizio della battaglia della Somme, scatenata dall'esercito inglese dopo sei giorni di fuoco di preparazione dell'artiglieria, nonostante il fuoco difensivo tedesco avesse inflitto ai britannici 55.000 morti nelle prime 24 ore, il Capo di stato maggiore della 2. Armee, maggiore generale Paul von Grünert, suggerì all'OHL di effettuare un ripiegamento nel vitale settore di Péronne. Falkenhayn arrivò subito al quartier generale dell'armata e decise immediatamente di affidare a lui la direzione della operazioni difensive, sostituendo von Grünert quella stessa sera. Transitato per Charleville-Mézierés mentre raggiungeva la sua destinazione egli ebbe un duro colloquio con Falkenhayn cui disse chiaramente che non si poteva condurre una battaglia difensiva di quella dimensione senza disporre di adeguate risorse che dovevano essere fatte arrivare dal fronte di Verdun, dove si stava esaurendo l'attacco tedesco. Ricevuto rassicurazione da Falkenhayn in tal senso partì per la Somme dove, dopo aver ben osservato la topografia di quei luoghi, sfruttando al meglio sia gli ostacoli naturali, che incanalavano le colonne degli attaccanti nei punti da lui previsti, che l'uso dell'artiglieria ben diretta dagli osservatori e il tiro incrociato delle mitragliatrici sistemate a difesa, riuscì a bloccare l'offensiva. In questa occasione il futuro feldmaresciallo Erich von Manstein, che si trovava alle sue dipendenze come ufficiale, lo soprannominò nelle sue memorie scritte nel 1958 il famoso Leone difensivo ("der berühmte Abwerlöwe"). Il 19 luglio fu nominato Capo di stato maggiore della 1. Armee.
Il 28 agosto Falkenhayn venne sostituito da Paul von Hindenburg, affiancato da Erich Ludendorff, alla testa dell'OHL. Ludendorff, che lo apprezzava particolarmente, gli richiese di scrivere un manuale dal titolo Condotta della battaglia difensiva della Somme che, pubblicato il 1 dicembre 1916, fu adottato dall'OHL nella propria dottrina. Al termine delle operazioni nel settore della Somme Ludendorff gli chiese di scrivere un documento per mettere nero su bianco le "lezioni apprese" durante la battaglia, che fu pubblicato il 21 gennaio 1917 con il titolo Esperienze della I Armata durante la battaglia della Somme, di cui l'OHL diede la massima diffusione a tutti i reparti. L'8 settembre 1916 si svolse una riunione plenaria ai massimi livelli, presenti tutti i comandanti di Grandi Unità e i loro capi di stato maggiore, dove fu discusso anche l'argomento della difesa elastica e analizzato se il principale combattimento difensivo doveva essere effettuato dietro la linea (Gegenangriff), secondo il concetto sviluppato dai maggiori Bauer e Geyer, o su di essa (Gegenstoss) secondo il suo concetto, egli insorse con veemenza all'adozione della prima ipotesi. Ludendorff fece circolare senza modifica il suo memorandum, associandovi anche quello intitolato Manuale per l'addestramento della fanteria, a cui gli fu attribuita la paternità. Egli andava da tempo perorando la necessita di istituire appositi corsi di addestramento alle tattiche difensive per ufficiali e sottufficiali, e la prima scuola fu aperta a Valenciennes nei primi mesi del 1917, con a capo il generale Otto von Moser. Intanto il 21 settembre 1916 era stato decorato con la Croce dell'Ordine Pour le Mérite, ottenuta per il suo ruolo durante la battaglia della Somme.
All'inizio del 1917 l'OHL decise di effettuare una ritirata strategica per posizionare le proprie truppe dietro una linea difensiva, denominata Linea Hindenburg, e Ludendorff gli affidò il compito di progettarla e realizzarla. Inoltre egli diresse la fasi della ritirata dei reparti e coordinò la distruzione di tutto ciò che poteva servire al nemico nei territori che venivano abbandonati. Il 9 aprile l'esercito britannico passò all'offensiva nel settore di Arras, con un imponente bombardamento preparatorio che vide l'impiego di ben 2.687.000 granate. L'attacco portò all'occupazione di Vimy Ridge e all'apertura di un varco nelle linee della 6. Armee del generale Ludwig von Falkenhausen. Conferitogli il terzo Vollmacht Ludendorff lo mandò subito in quel settore, e in breve tempo riuscì a fermare l'avanzata inglese, lanciando anche alcuni contrattacchi partendo dalla linea Oppy-Mericourt. Per il successo ottenuto durante la battaglia di Arras aggiunse le fronde di quercia alla Croce dell'Ordine Pour le mérite. I britannici organizzarono una nuova offensiva da lanciare nelle Fiandre il 31 luglio, ma appena Ludendorff ne fu informato, il 12 giugno lo mandò nel settore tenuto dalla 4. Armee del generale Friedrich Bertram Sixt von Armin in qualità di Capo di stato maggiore al fine di organizzare al meglio la difesa. Quando il 31 luglio l'esercito britannico passò all'offensiva nel settore di Passchendaele trovò ad attenderlo una profonda linea difensiva, e nei quattro mesi di battaglia non ottenne che limitati successi tattici ottenuti al prezzo di forti perdite, pari a circa 140.000 uomini. Il 3 agosto fu promosso al grado di generalmajor, e Ludendorff lo chiamò come consulente presso l'OHL, e quindi un anno dopo lo nominò capo di stato maggiore dello Heeresgruppe Boehn. Il 31 ottobre 1918 fu assegnato allo Heeresgruppe Herzog Albrecht, allora al comando del generale Alberto del Württemberg, destinato alla difesa del territorio metropolitano, dove lo colse la fine delle ostilità.
All'inizio del 1919 fu nominato per un breve periodo di tempo capo di stato maggiore dell'AOK sud della Guardia di frontiera est, schierata sul confine con la Polonia, nella Reichswehr provvisoria, e il 24 luglio assunse il comando della 26ª Brigata, passando il 1 settembre all'incarico di Capo di stato maggiore del Gruppenkommandos 2 di Kassel.
Quando fu fondata la Reichswehr, con il grado di tenente generale, il 20 ottobre 1920 assunse il comando della 6ª divisione di Münster, in Westfalia. Con questa posizione era anche il comandante del Wehrkreis VI (Distretto militare VI). Il 1º novembre 1924 divenne comandante del Gruppenkommandos 1 a Berlino, e come tale fu promosso a General der Infanterie il 1º ottobre 1926. Rinunciò al comando il 31 gennaio 1927 e in quello stesso giorno si ritirò a vita privata. Stabilitosi a Lubecca divenne apprezzato scrittore di cose militari. 
Si spense il 4 maggio 1942, e per ordine diretto di Adolf Hitler ricevette solenni funerali di stato che avvennero nel cortile della caserma di Mesen, in Belgio, cui si era acquartierato lo Infanterie-Regiment "Lübeck" (3. Hanseatisches) Nr. 162. L'orazione funebre fu tenuta dal generaloberst Friedrich Fromm che durante il discorso sottolineò che aveva personalmente incontrato Loßberg quando era comandante di compagnia del 94º Reggimento fanteria prima della Grande Guerra. 
Suo figlio Bernhard servì con il grado di maggiore generale nello Stato maggiore della Wehrmacht durante la seconda guerra mondiale.

### Le nuove tattiche

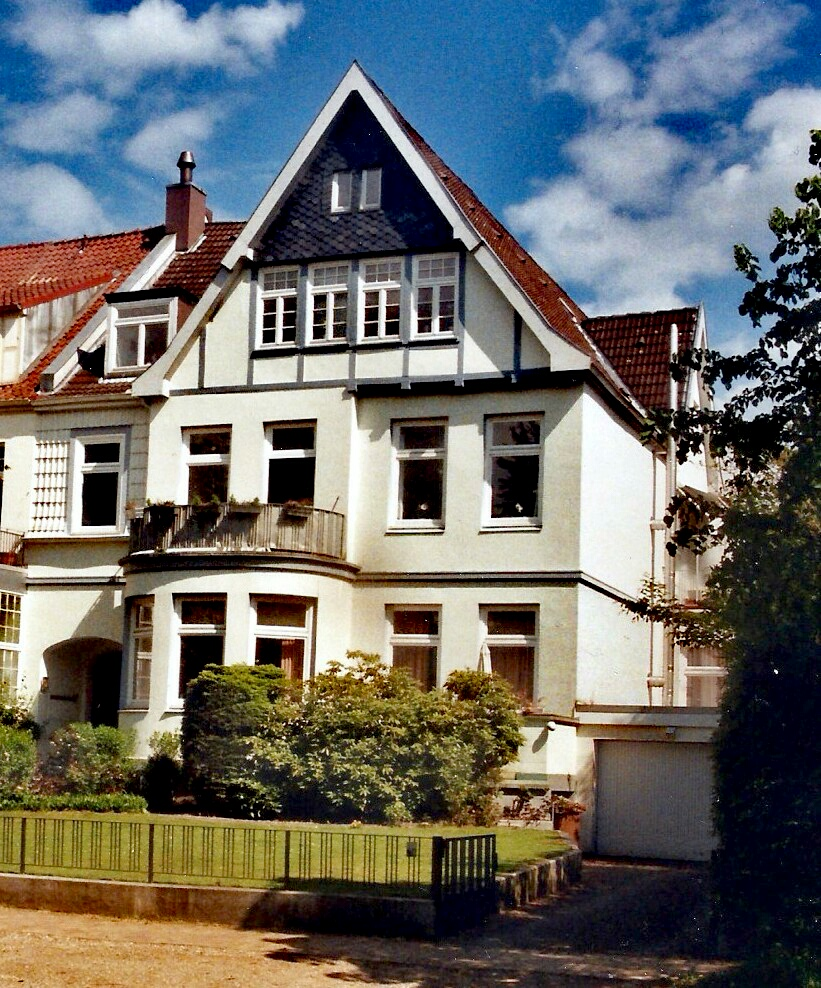
La sua residenza a Lubecca.

Fritz von Lossberg fu anche l'ideatore di nuove tattiche offensive e difensive. Riguardo a queste ultime, portò a punto il concetto di difesa elastica, mutuato da un'idea francese, rimasta tale, consistente in tre linee di difesa. Le origini di questa dottrina risalgono comunque al 1915, quando due maggiori (Max Bauer e Bussche), e due capitani (Hermann Geyer e Harbon) elaborarono le loro idee. Un anno dopo due di loro scrissero un manuale dove consigliavano, per evitare il fuoco dell'artiglieria, di occupare la prima linea con poche forze che si sarebbero dovute ritirare, dopo una resistenza iniziale destinata a frenare l'attacco nemico, sulla seconda linea ben presidiata e fortificata, mentre la terza era destinata alle riserve e alle truppe da lanciare in un eventuale rapido contrattacco.
Lossberg, che era il superiore di Bauer e Geyer, inizialmente si mostrò ostile all'idea dei suoi sottoposti, soprattutto perché riteneva difficile attuare una ritirata sotto il fuoco dell'artiglieria, inoltre il contrattacco sarebbe dovuto partire nel momento esatto dell'esaurimento della spinta dell'attacco nemico, cosa difficile da ordinare. Egli credeva piuttosto che la prima linea andasse difesa a tutti i costi, anche se conveniva sul fatto che dovesse essere poco affollata e sull'idea dei contrattacchi. Per rispondere ai suoi ufficiali, Loßberg concesse loro maggiore autonomia riguardo alle decisioni da prendere al fronte, in modo da aumentare le probabilità di ordinare contrattacchi al momento più opportuno, e la dottrina fu adottata in tutto l'esercito.
Fu proprio Loßberg il primo generale ad adottare la nuova idea della difesa elastica, in occasione della battaglia di Arras, e i risultati furono positivi, così come lo furono nella terza battaglia di Ypres nel giugno - novembre 1917.
Per quanto riguarda la fase offensiva Fritz von Lossberg si chiedeva perché mai i soldati dovevano farsi massacrare in attacchi frontali? Non sarebbe stato meglio distribuirli in piccole unità, mobili ed autonome, in grado di infiltrarsi fra le linee nemiche per mandare in tilt le comunicazioni, disturbare i rifornimenti, colpire nei punti deboli, aggirare trincee e postazioni? E che dire dell'effetto psicologico di una simile tattica su truppe non abituate a sentirsi il nemico alle spalle? Nascono così le Stosstruppen, gruppi d'assalto dotati di ampia autonomia operativa. Secondo l'idea di von Lossberg questi reparti preceduti da un fuoco di artiglieria breve e intenso che prepara loro la strada dovevano uscire dai rifugi in ordine sparso e si infiltrarsi nelle linee nemiche, mirando a obiettivi specifici (comunicazioni, centri di comando, ecc). Dopo di loro, le fanterie armate di mitragliatrici leggere, mortai e lanciafiamme, dovevano investire, su un fronte ristretto, il nemico scompaginato e sotto shock creando una breccia nelle linee nemiche e proseguendo, lasciando ad una terza ondata il compito di eliminare gli ultimi centri di resistenza. Questa tattica fu poi perfezionata da Oskar von Hutier.

## Pubblicazioni
- Moltke, Coleman, Lübeck, 1936.
- Meine Tätigkeit im Weltkriege 1914-1918,  Mittler, Berlin, 1939.

### Annotazioni
1. ↑  Ludendorff ricopriva nominalmente l'incarico di capo dell'amministrazione e degli alloggi, ma in realtà era il vero direttore delle operazioni.
2. ↑  Scrisse di lui Ludendorff nelle sue memorie: Questo ufficiale di rilievo e organizzatore di battaglie aiutò in vari frangenti la Patria e l'Esercito.
3. ↑  Fu ideatore di un piano di invasione dell'Unione Sovietica, noto come Piano Loßberg alternativo a quello poi adottato, il Piano Barbarossa.

### Fonti
1. 1 2 3  Seccia 2011, p. 4.
2. 1 2 3 4 5 6 7 8  Seccia 2011, p. 5.
3. 1 2 3 4  Seccia 2011, p. 6.
4. 1 2 3  Seccia 2011, p. 7.
5. 1 2  Seccia 2011, p. 8.
6. 1 2 3  Seccia 2011, p. 9.
7. 1 2  Seccia 2011, p. 10.
8. 1 2 3 4 5 6 7 8  Seccia 2011, p. 11.
9. ↑  (EN) Pourlemerite.org. URL consultato il 24 aprile 2010.
10. ↑  Seccia 2011, p. 12.
11. ↑  Seccia 2011, p. 13.
12. 1 2 3  Seccia 2011, p. 14.
13. 1 2  Meyer 1961, p. 33.
14. ↑  Meyer 1961, p. 61.
15. ↑  Silvestri 20061, p. 41.
16. ↑  Meyer 1961, p. 62.
17. ↑  Meyer 1961, p. 44.
18. ↑  Meyer 1961, pp. 48-49.
19. ↑  Meyer 1961, p. 57.
20. ↑  Meyer 1961, p. 56.
21. ↑  Meyer 1961, p. 67.
22. 1 2 3 4 5 6 7 8 9 10 11 12 13 14 15 16 17 18 19 20  Rangliste des Deutschen Reichsheeres,  Reichswehrministerium, Mittler & Sohn Verlag, Berlin 1930, S.37.